# Port lotniczy Hluhluwe
Port lotniczy Hluhluwe (IATA: HLW, ICAO: FAHL) – port lotniczy położony w Hluhluwe, w KwaZulu-Natal, w Republice Południowej Afryki.